# (6958) 1988 TX1
A (6958) 1988 TX1 a Naprendszer kisbolygóövében található aszteroida. Ueda Szeidzsi és Kaneda Hirosi fedezte fel 1988. október 13-án.